# 向陽紅5號
向陽紅5號（向阳红5号）是一艘現役隸屬於中國人民解放軍海軍的海洋綜合調查船。除了執行海洋科學研究任務外，其最重要的任務是作為中國洲際彈道飛彈（ICBM）試驗的指揮艦，尤其在1980年起的導彈試驗任務中擔任關鍵角色。

## 建造與改裝
該船原為波蘭巴黎公社造船廠（今格丁尼亞造船廠）建造的弗朗切斯科·努洛級貨輪，1966年下水，後由中國中遠集團旗下的廣州遠洋公司購買，命名為「長寧」號。
1970年，中國為支援「718工程」——即自行研發洲際彈道飛彈的計劃，決定將「長寧」號改裝為海洋調查船。改裝設計由中國船舶及海洋工程設計研究院（即中船第708研究所）負責。
改裝工程於1970年6月1日在廣州船廠開工，1972年12月20日完工，耗資人民幣250萬元。改裝內容包括增加壓艙水與淡水儲存容量、安裝科學研究設備（如通訊儀器、傳真機等）、增設研究實驗室、升級導航系統，以及為容納大量研究人員所需的大型居住設施等。

## 服役與任務
由於1970年代初期適逢文化大革命，中國經濟拮据，早期任務多限於近海短途作業。1976年文革結束後，向陽紅5號才開始進行較長期的遠洋科考任務，尤其集中於1977至1978年間，共進行四次長航研究，為後續改裝與任務奠定基礎。
1978年12月，向陽紅5號展開第二次大規模升級工程，總計進行860項技術升級與改造，由廣州船廠負責，並於1979年12月17日完工。
升級完成後，向陽紅5號被賦予「580任務」，即支援中國洲際飛彈轉場與測控任務。1980年6月，中國首次洲際彈道飛彈實彈試射時，向陽紅5號擔任全程海上指揮艦，並對太平洋試驗區進行選點與科學資料回收任務。
截至目前，向陽紅5號仍在役服勤，成為中國最資深的海洋調查船之一。

## 船隻沿革
| 類型   | 名稱      | 改裝單位               | 開工日期     | 完工日期       | 現況 |
| ------ | --------- | ---------------------- | ------------ | -------------- | ---- |
| 貨輪   | 長寧號    | 巴黎公社造船廠（波蘭） | 1966年下水   | --             | 改裝 |
| 科研船 | 向陽紅5號 | 廣州船廠               | 1970年6月1日 | 1972年12月20日 | 現役 |